# Грамматика цивилизаций
«Грамма́тика цивилиза́ций» (фр. Grammaire des civilisations) — книга французского историка Фернана Броделя, опубликованная в 1963 году в качестве учебника для старших классов в контексте модернизации системы образования во Франции. Французские педагоги сочли книгу слишком сложной для школьников и в 1965 году её исключили из программы. В 1970 году «Грамматику цивилизаций» перестали продавать. В 1987 году (после смерти автора в 1985 году) книгу переиздали. В 1966 году переводы этой книги появились в Испании, где её стали использовать в качестве университетского учебника в Мадриде, и в Италии в формате карманного издания для широкого круга читателей. На русском языке книга была впервые опубликована в 2008 году издательством «Весь Мир» в переводе Б. А. Ситникова. В 2014 году вышло второе издание.

## Содержание
В первой главе Ф. Бродель исследует различные использования термина «цивилизация» у разных авторов, его историческую эволюцию и значение для современной ему историографии.
Во второй главе объясняется, почему необходимо применять весь комплекс социальных наук — географию, социологию, экономику и коллективную  психологию ― в анализе истории цивилизаций.
В третьей главе Бродель раскрывает свою методологическую идею о разных скоростях истории. Автор вводит понятие «долгое время» (la longue durée), в течение которого незыблема какая-либо структура цивилизации — географическая, социальная, экономическая или культурная реальность. Бродель предлагает изучать генезис цивилизаций на уровне веков, то есть наблюдать за эволюцией структур, а не кратковременных исторических конъюнктур, быстро сменяющих друг друга во временном потоке. Таким образом, автор не концентрируется на отдельных исторических событиях, рассматривая их последовательно одно за другим, но анализирует географию, традиции, убеждения, повседневную рутину населения в рамках данной конкретной цивилизации; эти медленно трансформирующиеся аспекты, по его мнению, определяет политический, экономический и военный ландшафт. Кроме того, Бродель отмечает возможности предсказания грядущих исторических перемен, используя данную методологию. Выявление взаимоотношений между медленными и быстрыми изменениями в жизни цивилизации является с точки зрения автора приоритетной задачей историка.
Обозначенная в первых трех главах концептуальная база применяется далее при анализе неевропейских цивилизаций — «Мусульманский мир»; «Чёрный континент»; «Дальний Восток» в Разделе II и европейских цивилизаций — «Европа»; «Америка»; «Другая Европа» (СССР) в Разделе III.

## Критика
Фернан Бродель известен, в первую очередь, своими трудами «Средиземное море и средиземноморский мир в эпоху Филиппа II» и «Материальная цивилизация, экономика и капитализм, XV—XVIII вв.», вызвавшими бурную дискуссию в академических кругах; статей, посвященных критике «Грамматики цивилизаций» в отдельности, практически нет. Уильям Макнилл отметил в своей статье о вкладе Броделя в историческую науку, что «Грамматика цивилизаций» не раскрывает в достаточной мере талант и новаторские идеи Броделя, отчасти из-за ограничений, накладываемых форматом школьного учебника, и жестким неприятием отказа от традиционных методик преподавания среди учителей.
Лай Цзяньчэн (賴建誠), профессор экономики Национального университета Цинхуа, признает, что начал знакомство с «Грамматикой цивилизаций», привлеченный необычным названием; исходя из введения и положенных в основу книги императивов, он ожидал искусного применения концепции Броделя к каждой из рассматриваемых цивилизаций, но модель не была раскрыта ни в одной из глав. По его мнению, заявленная во введении идея об большом значении обмена между цивилизациями, их динамической сопряженной эволюции не реализовалась в авторском подходе на конкретных примерах: Бродель рассматривал каждую цивилизацию в отдельности, но не в комплексе с другими, хотя и проводил параллели между ними. Далее Лай Цзяньчэн пишет, что четыре аспекта — география, общество, экономика и коллективная психология, не проанализированы в сбалансированной форме, упор делается исключительно на географию. В заключение Лай Цзяньчэн отметил излишнюю сложность пособия для школьников, отсутствие удобной для восприятия структуры, то есть замысел реформирования образования, транслируемый через «Грамматику цивилизаций», изначально являлся совершенно неприменимым.
Альберто Мангель в своем обзоре «Грамматики цивилизаций» пишет, что задачи поставленные Броделем при создании учебника, невыполнимы в принципе; он отмечает, что несмотря на своё намерение выйти из рассмотрения отдельных исторических эпизодов, личностей, изобретений цивилизации, автор постоянно на них концентрируется, опровергая свой подход изучения истории как бы извне, не погружаясь в отдельные исторические периоды. В качестве существенного недостатка Мангель видит евроцентризм: хронология, экономические модели, культурные реалии, социальные трансформации, сравнения — все анализируется относительно Европы, остальные цивилизации как бы подгоняются под европейскую модель. Альберто Мангель упрекает Броделя в том, что он считает двигателем истории её внутреннюю силу, но не учитывает вклад отдельных выдающихся исторических личностей.
Профессор истории Университета Западной Австралии Норман Этерингтон, рецензируя английский перевод «Грамматики цивилизаций», оценивает труд положительно. По его мнению, те, кто столкнулся с трудностями в понимании методологии Броделя при чтении его фундаментальных трудов, достаточно легко смогут воспринять её базовые идеи через данный учебник. Этерингтон считает, что концепция la longue durée, метод использования комплекса гуманитарных наук в приложении к истории цивилизаций и предположения Броделя о том, что ждет нас в будущем, изложены предельно ясно. Этерингтон полагает, что Бродель не ставит Европейскую цивилизацию выше остальных; особенно любопытными он считает главы о цивилизациях Америки и СССР. Рецензент рекомендует использовать книгу в качестве вступления к университетским курсам по школе «Анналов».

## Влияние
Бродель был своеобразным изгнанником в академической среде, где превалировал консервативный подход к изучению истории, при котором поступательно рассматривали отдельные события с акцентом на военную историю и вклад выдающихся исторических фигур, не принимая во внимание вкусы и настроения масс, коллективную психологию, не интегрируя историю в междисциплинарный комплекс гуманитарных наук вкупе с географией, социологией и экономикой. За отступление от классической модели Броделя в 1947 году исключили из Сорбонны и на защите диссертации  и в том же году его упрекнули в том, что он скорее географ, чем историк. Майские восстания студентов в 1968 году привели не только к серьезным политическим переменам, но и значительно повлияли на университетскую жизнь. В новых условиях большей свободы идеи Броделя оказались центром притяжения для студентов-гуманитариев и в результате сформировали несколько поколений историков. Целевая группа «Грамматики цивилизаций» (школьники и учителя), не восприняла концепцию Броделя как базу для образования; тем не менее, учебник Броделя представляет собой интерес как альтернатива для консервативной образовательной системы; «Грамматика цивилизаций» способствовала последующей трансформации гуманитарного образования во Франции.